# Bostadsdelegationen
Bostadsdelegationen var en svensk statlig myndighet som 1 juli 1998 – 31 juli 2002 ansvarade för att lämna stöd till kommuner för att de skulle klara sina åtaganden för boendet. Bakgrunden var den ekonomiska krisen i början av 1990-talet, där Sverige gick från 3 600 lediga lägenheter år 1990 till 62 000 år 1998. Ett flertal kommuner med svag befolkningsutveckling hade byggt bostäder som nu stod tomma, med ekonomiska svårigheter som följd. Samtidigt hade många kommuner gått i borgen för byggandet av bostadsrätter, vilket också skapade stora ekonomiska utmaningar.
Bostadsdelegationen var ett slags skuldsaneringsinstitut för dessa kommuner. Stöd kunde lämnas både för att rekonstruera kommunens bostadsföretag och för att avlösa kommunens borgensåtaganden för bostadsrättsföreningar.
Bostadsdelegationen var en tillfällig stödordning och dess uppgifter övertogs i augusti 2002 av då nyinrättade Statens bostadskreditnämnd, samtidigt som stödprogrammet gavs en mer långsiktig utformning.